# Tabularium
Le Tabularium est le nom donné par les archéologues à un ensemble d'édifices d'époque romaine situé à l'extrémité nord-ouest du Forum Romain, sur les pentes de l'Arx, un des deux sommets de la colline du Capitole, comprenant un bâtiment d'époque républicaine qui devait servir de tabularium à proprement parler comme annexe du temple de Saturne et bureau officiel des archives de la Rome antique, d'une structure de soutènement à arcades et d'une terrasse occupée par trois temples, tournés vers le Forum Romain. Sous l'Empire, l'annexe du temple de Saturne est démolie et remplacée par le portique des Dieux Conseillers. Le complexe tire son nom du terme tabulae, les tablettes de cire en usage à cette époque et entreposées dans les bureaux des archives.

## Localisation
La colline du Capitole a été plusieurs fois réaménagée depuis la période antique, faisant disparaître peu à peu les vestiges romains sous les constructions plus modernes. Certains édifices antiques sont encore visibles et identifiables, surtout ceux situés dans la dépression connue sous le nom d'Asylum, entre les deux sommets de la colline, le Capitolium et l'Arx. Parmi ces ruines, les plus imposantes sont celles du Tabularium dont la façade domine l'esplanade du Forum dont elle ferme la perspective pour un observateur entrant sur le Forum depuis la Via Sacra.

## Fonction

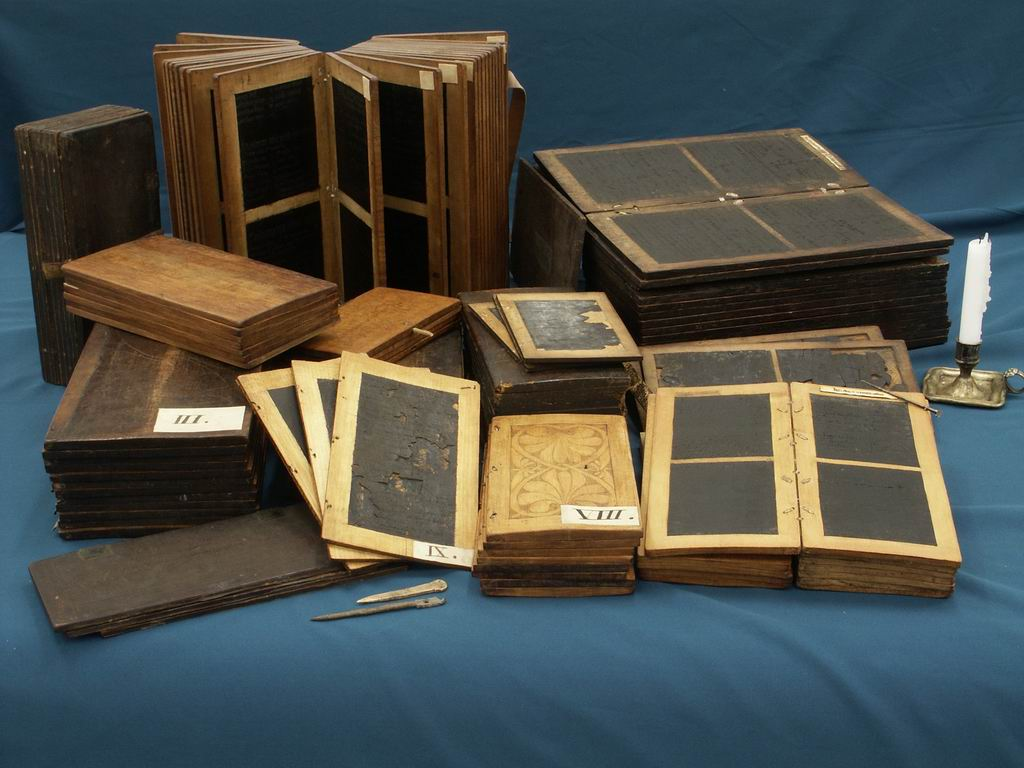
Ensemble de tablettes de cire dont certaines sont reliées pour former des codices.

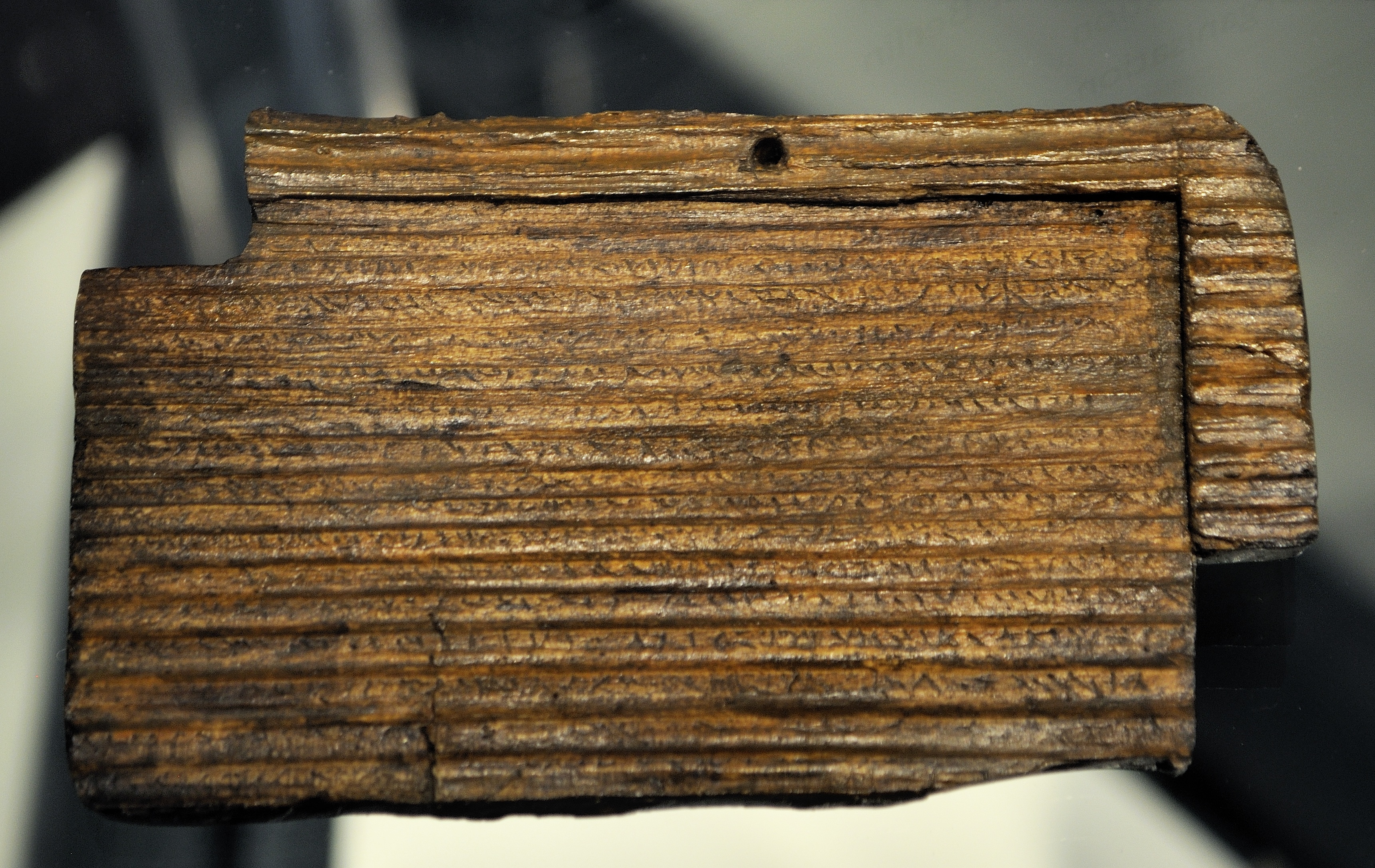
Fragment d'une tabula d'époque romaine, I.

### LesTabularia: origine du nom
Le nom de l'édifice provient des documents qui y sont conservés : les tabulae publicae, tablettes de cire utilisées comme supports d'écriture. Une inscription gravée sur un linteau et restée en place jusqu'au XVIe siècle, copiée la première fois en 1378 puis peu avant 1448 et aujourd’hui disparue,, nous a transmis le nom de l'édifice, celui de son constructeur ainsi que la date de construction.

« Quintus Lutatius Catulus, fils de Quintus, petit-fils de Quintus, consul, a supervisé la construction des substructions et du tabularium selon un décret du Sénat et l'a approuvée. »

— CIL VI, 1314
Cette inscription devait être gravée sur une plaque de travertin et fixée au mur de fondation dans une niche peu profonde de 1,8 mètre de long et 0,6 mètre de haut, entre la porte condamnée par la construction du temple de Vespasien et l'édifice plus tard occupé par le portique des Dieux Conseillers. Cette position explique que l'inscription ait pu se référer à deux bâtiments indépendants mais proche géographiquement : substructionem d'une part et tabularium d'autre part.
Une inscription presque identique, mais sans la mention de l’édifice, est découverte en 1845 lors de travaux de déblaiement de la zone et replacée par l'archéologue Luigi Canina sur le côté nord-est du monument où elle se trouve encore aujourd'hui. Le terme Tabularium peut donc correspondre aujourd'hui à deux éléments différents. Il peut désigner d'une part par convention l'ensemble des ruines, c'est-à-dire à la fois l’édifice républicain disparu et la structure à arcades, mais il peut ne désigner que l'édifice républicain dont il s'agit de la fonction, agrandissement de l'Aerarium du temple de Saturne. Tabularium devient un terme générique donné aux bâtiments abritant des archives. Il y avait un certain nombre d'autres tabularia dispersés autour de la ville de Rome et dans d'autres villes romaines antiques, chacun en relation avec un siège administratif différent.
Le terme Tabularium pourrait donc être abusivement utilisé pour désigner un ensemble de bâtiments qui n'occupent pas tous cette fonction. Le tabularium proprement dit a rapidement disparu durant l'Empire mais ce terme, retrouvé sur une inscription, a été réutilisé par les archéologues des XIXe et XXe siècles pour désigner un édifice qui n'a pas d'autre nom par ailleurs.

### L'organisation duTabularium
L'édifice est utilisé pour entreposer les lois, les décrets, les traités promulgués par les magistrats et diverses autres archives d'État retranscrites sur des tabulae. À la fin de la République, le Tabularium devient le nouveau bureau officiel des archives de la Rome antique. Il est également utilisé comme siège pour divers bureaux administratifs.
Les archives publiques nécessitent un personnel spécialisé et sont d'abord administrées par les censeurs puis par deux questeurs. En 16 apr. J.-C., Tibère les remplace par trois curateurs remplacés à leur tour sous Néron en 56 par deux anciens préteurs. D'autres employés, comme des scribes, des affranchis ou des esclaves publics aident à l’enregistrement des lois et décrets du Sénat qui ne sont considérés comme valables qu’une fois déposés et enregistrés parmi les actes publics.
Les tablettes en bois sont numérotées et rassemblées entre elles pour former des codices qui sont réunis en série et classés par ordre chronologique et selon les années. On leur ajoute une poignée de bois afin que leur épais volume soit plus aisément transportable. Des copies en sont faites et doivent être certifiées par le sceau de sept témoins. On ne peut les emprunter qu'avec l'autorisation du conservateur.

### Un lieu de passage pratique
Le Tabularium permet en outre de créer des points de passage entre le Forum Romain et la colline du Capitole. Ainsi, il permet de relier le temple de Saturne, où est entreposé l'Aerarium, avec les ateliers de monnaie de l'Arx. L'or et l'argent du trésor, après leur frappe, peuvent dorénavant être transportés via le Tabularium, par un corridor muni de fenêtres.

### La terrasse et l'aire sacrée
La partie du Tabularium qui a survécu jusqu'à aujourd'hui pourrait être en réalité une structure de soutènement (substructio) de temples d'époque syllanienne.

## Histoire

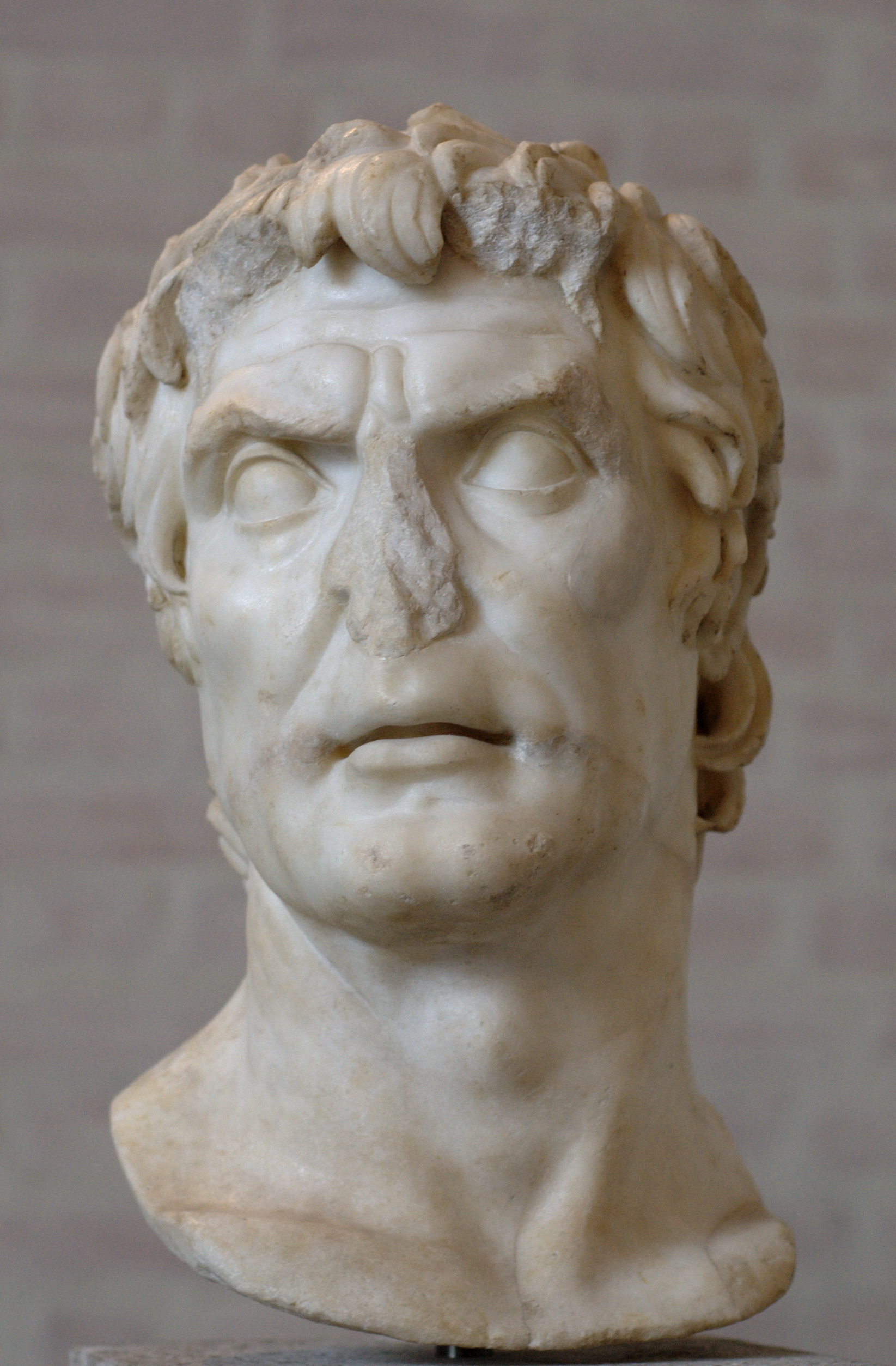
Buste du pseudo-« Sylla », copie augustéenne d'un portrait d'aristocrate romain important du

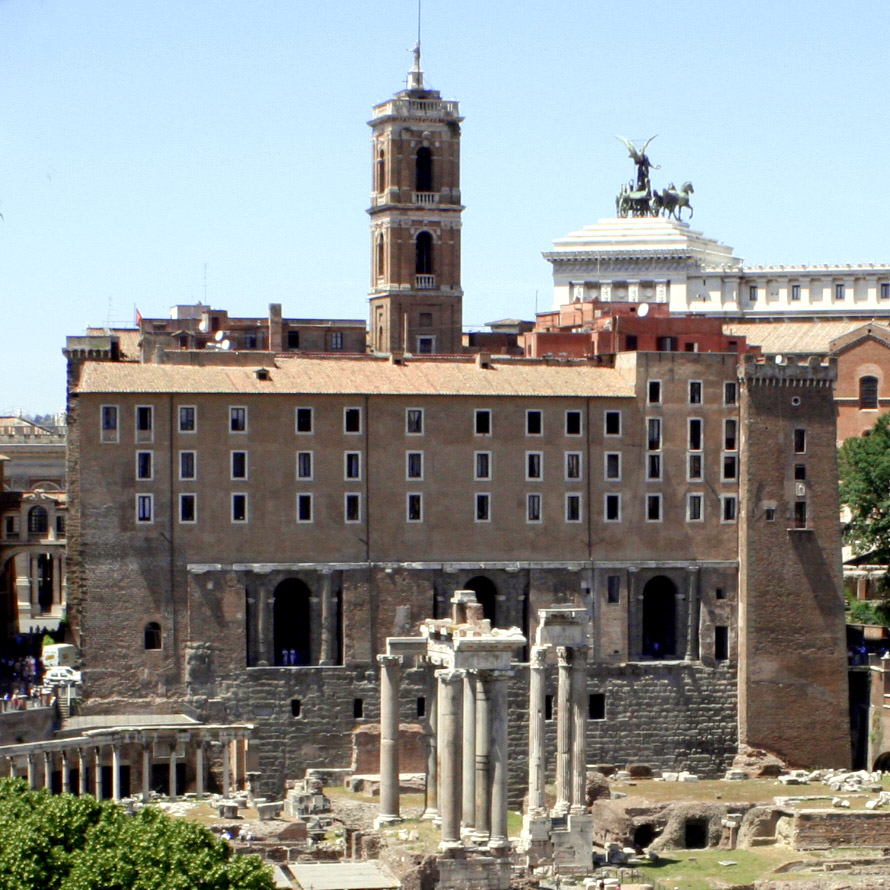
Vue du Tabularium depuis le Forum. Le soubassement de l'édifice antique (substructio) dont la décoration ne se réduit plus qu'à quelques arcades et colonnes, soutient aujourd'hui le palais sénatorial dont la façade est de couleur ocre.

### Le contexte politique
Au Ier siècle av. J.-C., Rome est le théâtre de luttes de plus en plus violentes pour l'accès au pouvoir et qui menaçant la République. Depuis les Gracques en 133 av. J.-C., plusieurs crises se suivent et de 88 à 83 av. J.-C., des guerres civiles confrontent les partisans de Marius et de Sylla. Ce dernier finit par s'imposer et ressuscite une magistrature exceptionnelle tombée en désuétude : la dictature. Toutefois, son rôle en tant que dictateur est très différent des dictateurs précédents puisqu'il utilise ses pouvoirs afin d'entreprendre une réforme en profondeur des institutions romaines. Sylla abdique spontanément en 79 av. J.-C., après avoir mis en place ses réformes, et meurt peu après.

### La construction
En 83 av. J.-C., en pleine grande  guerre civile romaine, le Capitole est presque totalement  détruit par un incendie qui endommage notamment le temple de Jupiter qui date de plus de quatre siècles. Sa reconstruction s'impose et un vaste programme de réaménagement de tout le Capitole est lancé, incluant la construction de nouveaux bâtiments dont le Tabularium, destiné à abriter les nouvelles archives publiques de Rome, et la suppression définitive des fortifications de l'époque royale de cette zone. Les travaux sont placés sous la supervision du magistrat Quintus Lutatius Catulus.
La construction du Tabularium commence vers 78 av. J.-C. durant la dictature de Sylla, très probablement à son instigation, sous le consulat de Marcus Aemilius Lepidus et de Quintus Lutatius Catulus. Les travaux durent au moins jusqu'en 69 av. J.-C., voire peut-être jusqu'en 65 av. J.-C., année de la censure de Catulus, même si ce dernier abdique quasiment immédiatement. Ils sont achevés beaucoup plus rapidement que les travaux de restauration du temple de Jupiter Capitolin, édifice pourtant le plus important de la colline.
Une épitaphe découverte récemment sur la Via Prenestina a permis de restituer le nom d'un des architectes qui ont œuvré sous la direction de Quintus Lutatius Catulus et qui pourrait être l'auteur de l'édifice.

« Lucius Cornelius, fils de Lucius, de la tribu Voturia, préfet des ingénieurs pour Quintus Lutatius Catulus durant son consulat et architecte durant sa censure. »

— CIL VI, 40910

### LeTabulariumsous l'Empire
Le Tabularium est reconstruit puis rénové durant le règne de l'empereur Claude, en 46 apr. J.-C. L'édifice perd ensuite de son importance avec la création des archives impériales qui sont plus complètes. À la fin du Ier siècle, Domitien fait condamner une des entrées du Tabularium pour permettre la construction du temple de Vespasien.

### Histoire post-romaine
Le Tabularium a eu, dans son histoire, une continuité monumentale puisque malgré plusieurs modifications architecturales, il reste encore aujourd’hui les deux premiers étages du bâtiment. Cependant, sa fonction a souvent changé au cours des siècles.
Ce dernier est utilisé au Moyen Âge comme entrepôt de sel dans sa partie supérieure et comme prison dans sa partie inférieure. Durant le pontificat de Boniface VIII, entre 1235 et 1303, une tour est érigée à l'extrémité nord et un palais sénatorial est construit entre 1250 et 1325 sur les ruines du Tabularium, remplaçant le dernier étage antique.
Vers 1560, des travaux débutent sous la direction de Michel Ange, en parallèle avec des modifications sur le palais des conservateurs, pour revêtir le toit de statues. D’après Emmanuel Rodocanachi, « on mit une architrave de travertin au-dessus de la porte qui conduisait aux prisons, un mascaron sur une porte, un plancher dans la salle neuve du premier collatéral ; il y eut des ouvrages de charpente et de maçonnerie ; on travaillait donc tant à l’extérieur qu’à l’intérieur et fort activement ». La partie supérieure rénovée par Michel-Ange abrite aujourd’hui la mairie de Rome.
Le Tabularium reste un des seuls monuments du Forum Romain de la période républicaine à nous être parvenus dans un bon état général.

## Description
| Proposition de reconstitution du Tabularium d'après Filippo Coarelli, perspective isométrique. |

| Proposition de reconstitution du Tabularium d'après Filippo Coarelli, élévation principale. |

Le Tabularium repose directement sur le tuf de la colline du Capitole. De forme trapézoïdale, il présente deux façades, l’une donnant sur le Capitole, et l’autre sur le Forum portée sur de hautes substructions mentionnées sur la plaque dédicatoire de Quintus Lutatius Catulus. Ces deux façades mesurent 80 et 85 mètres de long et sont épaisses de 4 mètres, tandis que les deux flancs du bâtiment mesurent 45 mètres chacun et convergent vers la place du Capitole. L’ensemble est construit en blocs de pépérin (une pierre volcanique) longs de 1,10 à 1,15 mètre et hauts de 0,50 à 0,55 mètre, disposés alternativement dans le sens de la longueur et de l’épaisseur.
Le plan et la disposition intérieure du Tabularium sont assez irréguliers car ils tiennent compte des constructions et des voies d’accès préexistantes comme le temple de la Concorde, le Clivus Capitolinus et les Scalae Gemoniae. Ils se heurtent de plus à l’écart de niveau d’environ 24 mètres qui existe entre l'esplanade du Forum et la plate-forme de la colline.
Le Tabularium comprend plusieurs niveaux mais seul le plus élevé est accessible de la place du Capitole. On ne connaît pas la hauteur originelle de l’édifice mais 70 mètres sont actuellement conservés. 

### L'édifice républicaintabularium
Les salles de la partie inférieure du Tabularium sont reliées par un corridor à un bâtiment qui occupe l'espace entre les pentes de la colline et le temple de Saturne. Il est plus tard détruit et remplacé par le portique des Dieux Conseillers mais la structure du mur du fond, en blocs de tuf disposés en opus quadratum, est préservée au fond de la sixième salle du portique.
L'édifice a pu être utilisé comme une annexe de l'Aerarium Saturni. On y entreposait alors les lingots de métal et les pièces frappées dans l'atelier républicain Moneta qui devait occuper une série de salles dans le coin nord-est du Tabularium. Ce serait donc ce bâtiment qui est mentionné sur l'inscription par le terme tabularium et auquel la grande structure à arcades doit aujourd'hui son nom.

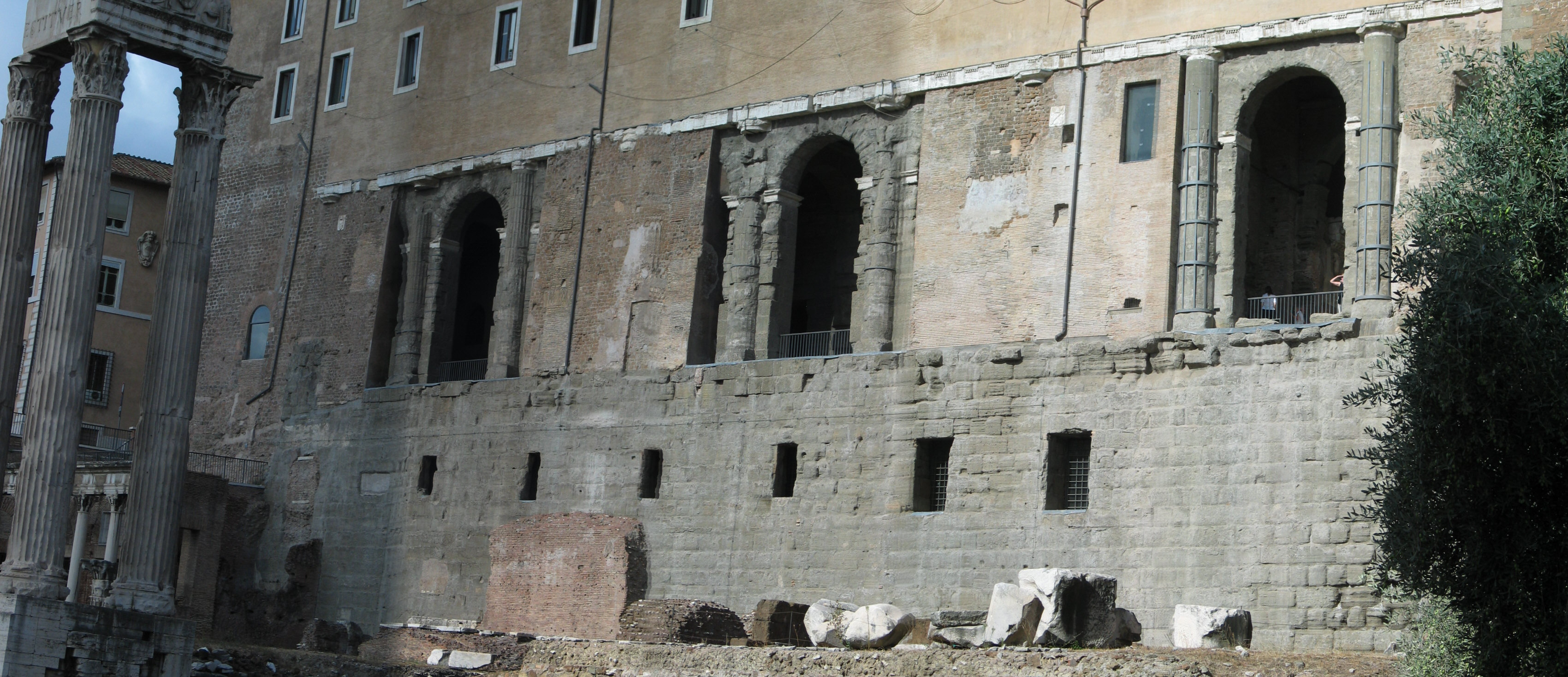
Vestiges des substructions avec les six fenêtres, dont deux ont été modifiées depuis l'époque antique. Au-dessus, il ne subsiste que trois arcades d'ordre dorique du premier étage.

### Les substructions
Le premier niveau est celui des substructions qui sont masquées au nord-est et au sud-est par le temple de la Concorde et le portique des Dieux Conseillers. Il s’agit d’une façade sombre et massive en blocs de tuf et de péperin (lapis Albanus et lapis Gabinus) disposés selon la technique de l'opus quadratum. Elle est percée de petites portes et de six petites fenêtres larges de deux pieds protégées à l’origine par des grilles. Ces ouvertures illuminent un long corridor interne. La dernière fenêtre à droite a nettement été déplacée vers la gauche pour tenir compte de la présence du temple de la Concorde d'époque républicaine. La substruction s’élève sur un palier taillé dans le tuf et soutient un grand terre-plein qui régularise la surface de la colline. Le grand mur de soutènement, qui constitue la partie la plus remarquable aujourd’hui, long de 73,60 mètres, est construit en grand appareil de pierre de Gabies à l’extérieur et de tuf de l’Aniene à l’intérieur.
Les substructions se composent d’une série de chambres construites au niveau du Forum qui communiquent entre elles par un passage voûté. Ces chambres dont la paroi postérieure est formée par le tuf de la colline ont des murs en béton et sont éclairées par les petites fenêtres citées plus haut. Elles sont accessibles depuis le premier étage par un escalier situé à l’extrémité nord-est de l’édifice. Le corridor voûté débouche au nord-est du Tabularium est relie la série de chambres à un grand édifice d'époque républicaine.

### Le premier étage
Au-dessus de ces substructions, une série de onze arcades en plein-cintre, aujourd’hui murées sauf trois, hautes de 7,5 mètres et larges de 3,7 mètres sont supportées par douze piliers massifs de péperin, ornés à l’extérieur de colonnes doriques engagées et cannelées. Les secteurs carrés qui en résultent sont couverts par des voûtes d’arêtes. Les chapiteaux des colonnes, les bases et l’entablement sont construits en travertin. L’architrave est probablement surmontée d’une frise dorique commune à triglyphes et métopes, aujourd’hui disparue. Ces arcades éclairent une galerie voûtée large de 7 mètres et haute de 10,5 mètres qui permettent de relier l'Arx à l’aire capitoline par des escaliers débouchant à chaque extrémité. Cette via tecta remplace une voie plus ancienne en grande partie détruite et obstruée lors de la construction du nouveau complexe.
Le sol de la galerie voûtée du deuxième niveau est pavé de blocs de basalte polygonaux dont des vestiges ont été retrouvés en 1830. On a également retrouvé dans la partie nord-est neuf pièces, dont quatre de grandes dimensions, dont la fonction n’est pas définie.

### La partie supérieure

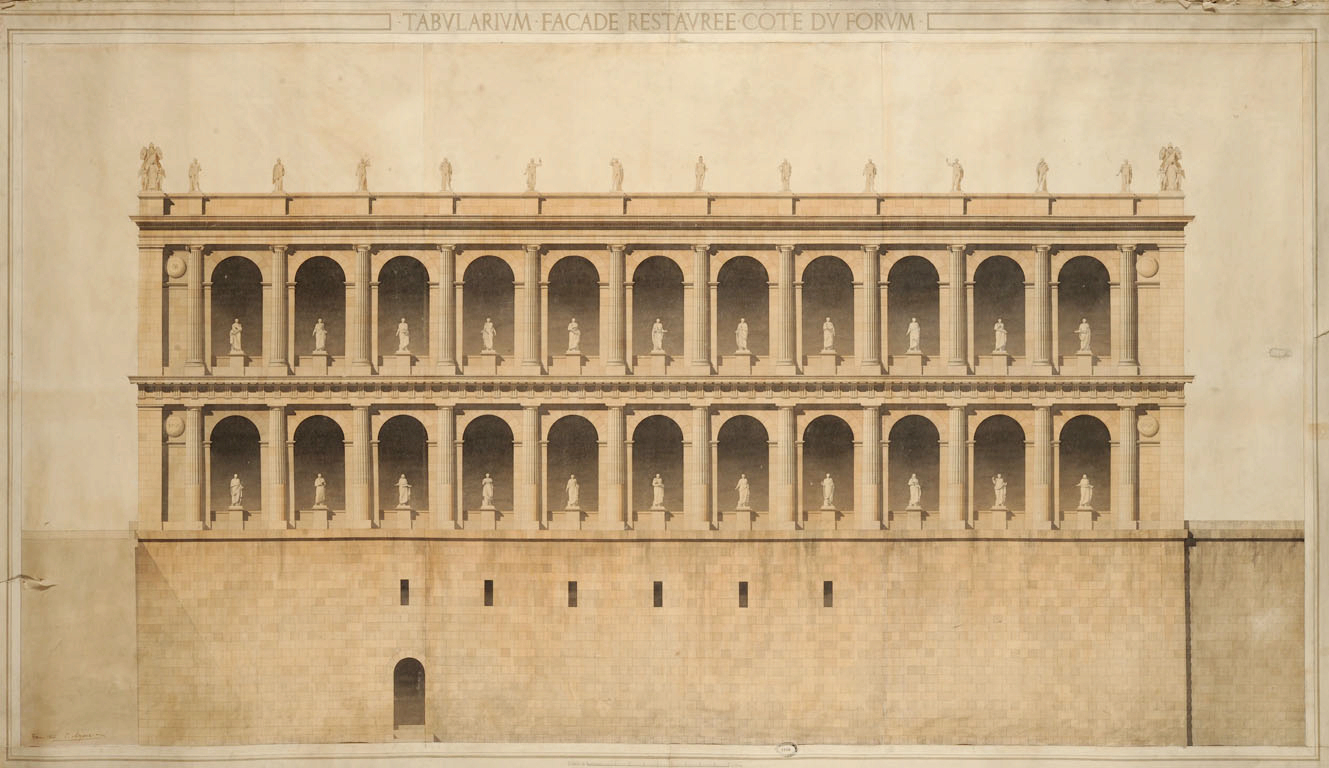
Reconstitution du Tabularium avec un dernier étage à arcades, aquarelle de 1865.

#### L'hypothèse d'un deuxième étage
Selon une première hypothèse, un dernier étage qui devait constituer la partie principale de l’édifice. Disparu à ce jour, il devait présenter une façade monumentale du côté du Capitole. Du côté du Forum, il devait s’ouvrir en une série d’arcades de presque 13 mètres de haut, ornées de colonnes corinthiennes, alignée avec l'arcade du niveau inférieur. Les éléments attribués à ce niveau ont montré une restauration d'époque impériale, probablement demandée par Domitien après l’incendie de 80 apr. J.-C.
L'intérieur de cette étage s'organise autour d'un hall voûté divisé en deux parties, postérieurement à la construction de 78 av. J.-C., sans doute sous l’Empire, par une rangée de piliers disposés dans le sens de la longueur. Ce hall communique avec la galerie à arcades du premier étage par un escalier voûté, découvert en 1843, qui se trouve dans la partie nord-est de l’édifice et débouche dans la galerie, au niveau de la seule arcade qui soit restée ouverte. Il communique également avec le Forum par un long escalier de soixante-sept marches découvert en 1850.

#### L'hypothèse d'une terrasse
Les éléments architecturaux en travertin parmi lesquels des tambours, des chapiteaux de colonnes et des sections d'architrave, retrouvés en avant du portique des Dieux Conseillers, ont d'abord été attribués à un hypothétique deuxième étage d'ordre corinthien. Toutefois, leurs grandes dimensions ne correspondent pas, l'entrecolonnement qui en résulte dépassant largement celui de l'étage inférieur. Selon une autre hypothèse, ces vestiges pourraient appartenir à deux phases de construction d'un grand temple, une remontant à la fin de la République et l'autre à la fin de l'époque flavienne correspondant à une restauration entreprise sous Domitien après l’incendie de 80.
Dans un premier temps, ce temple a été identifié avec l'édifice dont les ruines sont toujours visibles dans le jardin d'Ara Coeli, sur l'Arx. Toutefois, il paraît étonnant que ces éléments architecturaux aient été déplacés sur une si grande distance. Selon une hypothèse plus récente, il s'agirait en fait de vestiges des temples qui se tiennent sur la terrasse occupant le sommet du Tabularium, ce dernier pouvant être perçu comme une grande structure de soutènement. Des salles des étages inférieures, dont la fonction a toujours été difficile à cerner du fait de leur inaccessibilité depuis les galeries, pourraient donc correspondre à des fondations pour les temples placés à la verticale. Selon ce modèle, la terrasse du Tabularium devait être occupée par trois temples : un grand temple auquel appartiennent les fragments retrouvés au centre et deux temples plus petits placés de part et d'autre selon un plan symétrique.

### Les accès
Au sud-ouest s’ouvrent deux entrées qui donnent accès à l’édifice du côté du Forum. L’une d’elles, au niveau du sol, se présente comme une grande porte couverte d’un linteau à plate-bande, surmonté d’un arc de décharge. Le seuil est constitué par un bloc de marbre du Pentélique. À l’origine, cette entrée conduisait, au moyen de deux rampes d’escaliers perpendiculaires à la façade, à l’étage de la galerie à arcades et, de là, à l’étage supérieur aujourd’hui disparu. Les voûtes en berceau de la première rampe et les soixante-dix marches en travertin sont conservées.

### Apports dans l'histoire architecturale
Le Tabularium représente un exemple importants de l'architecture tardo-républicaine qui, entre le milieu du IIe siècle av. J.-C. et le milieu du Ier siècle av. J.-C., s’est propagée en Italie centrale et « a pour caractéristique la masse des matériaux, l’ampleur du chantier et l’ordonnancement monumental ». Des caractéristiques qu'on retrouve notamment dans les sanctuaires de Palestrina ou de Terracina. Le Tabularium s’apparente de façon particulière au sanctuaire d’Hercule à Tivoli, qui date également de l’époque de Sylla, par l’introduction systématique de quelques nouveautés comme la voûte d’arêtes et l’arc purement décoratif placé entre deux colonnes qui va avoir beaucoup de succès par la suite dans l’architecture romaine. L’effet de la superposition des étages avec la symétrie des arcades va également avoir une influence sur de grands monuments comme le théâtre de Marcellus, les substructions du temple du Divin Claude ou encore le Colisée.

### Ouvrages généraux
- Charles Victor Daremberg (dir.) et Edmond Saglio (dir.), Dictionnaire des antiquités grecques et romaines, Paris, 1877 (lire en ligne)
- Emmanuel Rodocanachi, Le Capitole romain antique et moderne, Hachette, 1905
- Léon Homo, Rome impériale et l'urbanisme dans l'Antiquité, Albin Michel, coll. « L'évolution de l'humanité », 1971, 665 p.
- Pierre Gros, L'architecture romaine : Tome 1. Les monuments publics, Paris, Picard, 1996
- Yves Perrin, Rome, ville et capitale : paysage urbain et histoire (IIe siècle av. J.-C. - IIe siècle apr. J.-C.), Paris, Hachette, 2001
- Jean Leclant (dir.), Dictionnaire de l'Antiquité, Paris, Presses universitaires de France, coll. « Quadriges », 2005

### Ouvrages sur la topographie romaine
- (en) Samuel Ball Platner et Thomas Ashby, A topographical dictionary of Ancient Rome, Londres, Oxford University Press, 1929, 608 p.
- (en) Lawrence Richardson, A New Topographical Dictionary of Ancient Rome, Baltimore, (Md.), Johns Hopkins University Press, 1992, 488 p. (ISBN 0-8018-4300-6)
- (en) Filippo Coarelli, Rome and environs : an archaeological guide, University of California Press, 2007, 555 p. (ISBN 978-0-520-07961-8, lire en ligne)

### Ouvrages sur leTabularium
- (en) Filippo Coarelli, « Substructio et Tabularium », Papers of the British School at Rome, British School at Rome, vol. 78,‎ 2010, p. 107-132
- (en) Nicholas Purcell, « Atrium Libertatis », Papers of the British School at Rome, British School at Rome, vol. 61,‎ 1993, p. 125-155
- (it) A. Mura Sommella, « Tabularium », dans Eva Margareta Steinby (dir.), Lexicon Topographicum Urbis Romae : Volume Quinto T - Z, Edizioni Quasar, 2000, 376 p. (ISBN 88-7140-162-X), p. 17-20
- (en) Pier Luigi Tucci, « A new look at the Tabularium and the Capitoline Hill », Rendiconti della Pontificia Accademia Romana di Archeologia, Tipografia Vaticana, vol. 86,‎ 2014 (ISSN 1019-9500)
- (it) Pier Luigi Tucci, « "Where high Moneta leads her steps sublime" : the "Tabularium" and the Temple of Juno Moneta », Journal of Roman Archaeology, no 18,‎ 2005, p. 6-33